# Gymnelus taeniatus
Gymnelus taeniatus är en fiskart som beskrevs av Chernova, 1999. Gymnelus taeniatus ingår i släktet Gymnelus och familjen tånglakefiskar. Inga underarter finns listade i Catalogue of Life.